# Élections cantonales de 2004 en Gironde
Les élections cantonales ont eu lieu les 21 et 28 mars 2004.
Lors de ces élections, 31 des 63 cantons de la Gironde ont été renouvelés. Elles ont vu la reconduction de la majorité socialiste dirigée par Philippe Madrelle, président du conseil général depuis 1988.

## Résultats à l’échelle du département
Répartition départementale des résultats (2e tour).
- PCF (3,64 %)
- PS (54,46 %)
- DVG (2,77 %)
- CPNT (1,01 %)
- UMP (32,46 %)
- UDF (5,65 %)

| Étiquette      | Étiquette                           | Premier tour | Premier tour | Second tour | Second tour | Sièges |
| Étiquette      | Étiquette                           | Voix         | %            | Voix        | %           | Sièges |
| -------------- | ----------------------------------- | ------------ | ------------ | ----------- | ----------- | ------ |
|                | Parti socialiste                    | 100 152      | 38,84        | 112 384     | 54,46       | 22     |
|                | Parti communiste français           | 16 150       | 6,26         | 7 522       | 3,64        | 2      |
|                | Les Verts                           | 14 907       | 5,78         |             |             |        |
|                | Extrême gauche                      | 9 280        | 3,60         |             |             |        |
|                | Divers gauche                       | 6 999        | 2,71         | 5 726       | 2,77        | 2      |
|                | Parti radical de gauche             | 1 927        | 0,75         |             |             |        |
| Gauche         | Gauche                              | 149 415      | 57,94        | 125 632     | 60,87       | 26     |
|                |                                     |              |              |             |             |        |
|                | Union pour un mouvement populaire   | 62 033       | 24,05        | 66 989      | 32,46       | 5      |
|                | Front national                      | 28 251       | 10,95        |             |             |        |
|                | Union pour la démocratie française  | 9 576        | 3,71         | 11 670      | 5,65        | 0      |
|                | Divers droite                       | 4 554        | 1,77         |             |             |        |
|                | Chasse, pêche, nature et traditions | 3 530        | 1,37         | 2 080       | 1,01        | 0      |
|                | Extrême droite                      | 364          | 0,14         |             |             |        |
| Droite         | Droite                              | 108 308      | 41,99        | 80 739      | 39,12       | 5      |
|                |                                     |              |              |             |             |        |
|                | Écologistes divers                  | 164          | 0,06         |             |             |        |
|                |                                     |              |              |             |             |        |
| Inscrits       | Inscrits                            | 410 889      | 100,00       | 327 685     | 100,00      |        |
| Abstention     | Abstention                          | 142 057      | 34,57        | 106 940     | 32,64       |        |
| Votants        | Votants                             | 268 832      | 65,43        | 220 745     | 67,36       |        |
| Blancs et nuls | Blancs et nuls                      | 10 945       | 4,07         | 14 374      | 6,51        |        |
| Exprimés       | Exprimés                            | 257 887      | 95,93        | 206 371     | 93,49       |        |

## Résultats par canton

### Canton d'Arcachon
| Candidats      | Candidats            | Étiquette      | Premier tour | Premier tour |
| Candidats      | Candidats            | Étiquette      | Voix         | %            |
| -------------- | -------------------- | -------------- | ------------ | ------------ |
|                | Yves Foulon*         | UMP            | 3 555        | 55,12        |
|                | Richard Andrieux     | DVD            | 958          | 14,85        |
|                | Marie-Thérèse Bouges | PS             | 808          | 12,53        |
|                | Lydie Croizier       | FN             | 481          | 7,46         |
|                | Michel Teytaut       | Verts          | 247          | 3,83         |
|                | Pierre Cleaz         | PCF            | 172          | 2,67         |
|                | Frédéric Steinbauer  | EXG            | 82           | 1,27         |
|                | Yves Marty           | DVD            | 79           | 1,22         |
|                | Alain Gouteron       | PRG            | 68           | 1,05         |
|                |                      |                |              |              |
| Inscrits       | Inscrits             | Inscrits       | 10 741       | 100,00       |
| Abstention     | Abstention           | Abstention     | 4 152        | 38,66        |
| Votants        | Votants              | Votants        | 6 589        | 61,34        |
| Blancs et nuls | Blancs et nuls       | Blancs et nuls | 139          | 2,11         |
| Exprimés       | Exprimés             | Exprimés       | 6 450        | 97,89        |

*sortant

### Canton d'Audenge
| Candidats      | Candidats          | Étiquette      | Premier tour | Premier tour | Second tour | Second tour |
| Candidats      | Candidats          | Étiquette      | Voix         | %            | Voix        | %           |
| -------------- | ------------------ | -------------- | ------------ | ------------ | ----------- | ----------- |
|                | Frédéric Cazentre* | UMP            | 7 885        | 33,09        | 11 004      | 45,12       |
|                | Christian Gaubert  | PS             | 7 574        | 31,79        | 13 385      | 54,88       |
|                | Sonia Chapel       | FN             | 3 099        | 13,01        |             |             |
|                | Martine Herbert    | Verts          | 1 850        | 7,76         |             |             |
|                | Patrick Belliard   | PRG            | 1 224        | 5,14         |             |             |
|                | Christian Darriet  | PCF            | 1 014        | 4,26         |             |             |
|                | Solange Texier     | EXG            | 760          | 3,19         |             |             |
|                | Robert Galland     | EXG            | 420          | 1,76         |             |             |
|                |                    |                |              |              |             |             |
| Inscrits       | Inscrits           | Inscrits       | 38 226       | 100,00       | 38 223      | 100,00      |
| Abstention     | Abstention         | Abstention     | 13 079       | 34,21        | 12 024      | 31,46       |
| Votants        | Votants            | Votants        | 25 147       | 65,79        | 26 199      | 68,54       |
| Blancs et nuls | Blancs et nuls     | Blancs et nuls | 1 321        | 5,25         | 1 810       | 6,91        |
| Exprimés       | Exprimés           | Exprimés       | 23 826       | 94,75        | 24 389      | 93,09       |

*sortant

### Canton d'Auros
| Candidats      | Candidats         | Étiquette      | Premier tour | Premier tour |
| Candidats      | Candidats         | Étiquette      | Voix         | %            |
| -------------- | ----------------- | -------------- | ------------ | ------------ |
|                | Martine Faure*    | PS             | 1 796        | 66,01        |
|                | Berty Briaud      | UMP            | 466          | 17,13        |
|                | Philip Verfaillie | FN             | 258          | 9,48         |
|                | Claude Mellier    | PCF            | 137          | 5,03         |
|                | Christine Dambon  | EXG            | 64           | 2,35         |
|                |                   |                |              |              |
| Inscrits       | Inscrits          | Inscrits       | 3 703        | 100,00       |
| Abstention     | Abstention        | Abstention     | 825          | 22,28        |
| Votants        | Votants           | Votants        | 2 878        | 77,72        |
| Blancs et nuls | Blancs et nuls    | Blancs et nuls | 157          | 5,46         |
| Exprimés       | Exprimés          | Exprimés       | 2 721        | 94,54        |

*sortant

### Canton de Bègles
| Candidats      | Candidats           | Étiquette      | Premier tour | Premier tour | Second tour | Second tour |
| Candidats      | Candidats           | Étiquette      | Voix         | %            | Voix        | %           |
| -------------- | ------------------- | -------------- | ------------ | ------------ | ----------- | ----------- |
|                | Jean-Jacques Paris* | PCF            | 2 912        | 31,02        | 4 897       | 55,01       |
|                | Jacques Raynaud     | PS             | 2 556        | 27,22        | 4 005       | 44,99       |
|                | Franck Joandet      | DVG            | 1 611        | 17,16        | Retrait     | Retrait     |
|                | Pierre Bru          | UMP            | 1 219        | 12,98        |             |             |
|                | Bernard Gullion     | FN             | 785          | 8,36         |             |             |
|                | Pierre Pinto Bicho  | EXG            | 203          | 2,16         |             |             |
|                | Gisele Deligey      | EXG            | 103          | 1,10         |             |             |
|                |                     |                |              |              |             |             |
| Inscrits       | Inscrits            | Inscrits       | 15 148       | 100,00       | 15 150      | 100,00      |
| Abstention     | Abstention          | Abstention     | 5 474        | 36,14        | 5 238       | 34,57       |
| Votants        | Votants             | Votants        | 9 674        | 63,86        | 9 912       | 65,43       |
| Blancs et nuls | Blancs et nuls      | Blancs et nuls | 285          | 2,95         | 1 010       | 10,19       |
| Exprimés       | Exprimés            | Exprimés       | 9 389        | 97,05        | 8 902       | 89,81       |

*sortant

### Canton de Belin-Béliet
| Candidats      | Candidats         | Étiquette      | Premier tour | Premier tour | Second tour | Second tour |
| Candidats      | Candidats         | Étiquette      | Voix         | %            | Voix        | %           |
| -------------- | ----------------- | -------------- | ------------ | ------------ | ----------- | ----------- |
|                | Alain Peronnau*   | UMP            | 2 146        | 35,11        | 3 444       | 53,93       |
|                | Vincent Nuchy     | PS             | 1 823        | 29,82        | 2 942       | 46,07       |
|                | Émilie Gricolat   | FN             | 595          | 9,73         |             |             |
|                | Dominique Pesquey | Verts          | 358          | 5,86         |             |             |
|                | Paul Serniclay    | DVG            | 357          | 5,84         |             |             |
|                | Jacky Cusol       | PCF            | 250          | 4,09         |             |             |
|                | Claude Besombe    | PRG            | 235          | 3,84         |             |             |
|                | Guillaume Perchet | EXG            | 180          | 2,94         |             |             |
|                | Antoine Legros    | DVD            | 169          | 2,76         |             |             |
|                |                   |                |              |              |             |             |
| Inscrits       | Inscrits          | Inscrits       | 9 419        | 100,00       | 9 421       | 100,00      |
| Abstention     | Abstention        | Abstention     | 2 985        | 31,69        | 2 583       | 27,42       |
| Votants        | Votants           | Votants        | 6 434        | 68,31        | 6 838       | 72,58       |
| Blancs et nuls | Blancs et nuls    | Blancs et nuls | 321          | 4,99         | 452         | 6,61        |
| Exprimés       | Exprimés          | Exprimés       | 6 113        | 95,01        | 6 386       | 93,39       |

*sortant

### Canton de Bordeaux-2
| Candidats      | Candidats             | Étiquette      | Premier tour | Premier tour | Second tour | Second tour |
| Candidats      | Candidats             | Étiquette      | Voix         | %            | Voix        | %           |
| -------------- | --------------------- | -------------- | ------------ | ------------ | ----------- | ----------- |
|                | Chantal Bourragué*    | UMP            | 2 907        | 36,29        | 3 812       | 46,70       |
|                | Michèle Delaunay      | PS             | 2 575        | 32,15        | 4 350       | 53,30       |
|                | Marc Lasaygues        | Verts          | 790          | 9,86         |             |             |
|                | Chantal Rusail        | FN             | 775          | 9,68         |             |             |
|                | Patrick Alvarez       | PCF            | 456          | 5,69         |             |             |
|                | Denis Lacoste         | EXG            | 288          | 3,60         |             |             |
|                | Pierre-Olivier Paquet | DVD            | 188          | 2,35         |             |             |
|                | Christophe Bugeau     | DVD            | 31           | 0,39         |             |             |
|                |                       |                |              |              |             |             |
| Inscrits       | Inscrits              | Inscrits       | 14 005       | 100,00       | 14 006      | 100,00      |
| Abstention     | Abstention            | Abstention     | 5 731        | 40,92        | 5 438       | 38,83       |
| Votants        | Votants               | Votants        | 8 274        | 59,08        | 8 568       | 61,17       |
| Blancs et nuls | Blancs et nuls        | Blancs et nuls | 264          | 3,19         | 406         | 4,74        |
| Exprimés       | Exprimés              | Exprimés       | 8 010        | 96,81        | 8 162       | 95,26       |

*sortant

### Canton de Bordeaux-6
| Candidats      | Candidats             | Étiquette      | Premier tour | Premier tour | Second tour | Second tour |
| Candidats      | Candidats             | Étiquette      | Voix         | %            | Voix        | %           |
| -------------- | --------------------- | -------------- | ------------ | ------------ | ----------- | ----------- |
|                | Jacques Respaud*      | PS             | 2 716        | 36,95        | 4 487       | 61,63       |
|                | Alain Moga            | UMP            | 2 039        | 27,74        | 2 794       | 38,37       |
|                | Jean-François Berthou | Verts          | 1 010        | 13,74        |             |             |
|                | Jean-Pierre Caloni    | FN             | 655          | 8,91         |             |             |
|                | Anne-Marie Serres     | PCF            | 360          | 4,90         |             |             |
|                | Patrick Brosse        | EXG            | 286          | 3,89         |             |             |
|                | Jean-Pierre Rapeau    | DVG            | 195          | 2,65         |             |             |
|                | Philippe Boudot       | EXG            | 90           | 1,22         |             |             |
|                |                       |                |              |              |             |             |
| Inscrits       | Inscrits              | Inscrits       | 12 703       | 100,00       | 12 703      | 100,00      |
| Abstention     | Abstention            | Abstention     | 5 118        | 40,29        | 4 962       | 39,06       |
| Votants        | Votants               | Votants        | 7 585        | 59,71        | 7 741       | 60,94       |
| Blancs et nuls | Blancs et nuls        | Blancs et nuls | 234          | 3,09         | 460         | 5,94        |
| Exprimés       | Exprimés              | Exprimés       | 7 351        | 96,91        | 7 281       | 94,06       |

*sortant

### Canton de Bordeaux-8
| Candidats      | Candidats             | Étiquette      | Premier tour | Premier tour | Second tour | Second tour |
| Candidats      | Candidats             | Étiquette      | Voix         | %            | Voix        | %           |
| -------------- | --------------------- | -------------- | ------------ | ------------ | ----------- | ----------- |
|                | Pierre Lothaire*      | UMP            | 6 753        | 44,17        | 9 115       | 57,31       |
|                | Béatrice Desaigues    | PS             | 4 831        | 31,60        | 6 789       | 42,69       |
|                | Jacques Colombier     | FN             | 1 482        | 9,69         |             |             |
|                | Élisabeth Longchambon | Verts          | 1 230        | 8,04         |             |             |
|                | Bruno Paluteau        | EXD            | 364          | 2,38         |             |             |
|                | Guy Dupont            | EXG            | 322          | 2,11         |             |             |
|                | Valérie Morelli       | PCF            | 307          | 2,01         |             |             |
|                |                       |                |              |              |             |             |
| Inscrits       | Inscrits              | Inscrits       | 26 144       | 100,00       | 26 146      | 100,00      |
| Abstention     | Abstention            | Abstention     | 10 361       | 39,63        | 9 568       | 36,59       |
| Votants        | Votants               | Votants        | 15 783       | 60,37        | 16 578      | 63,41       |
| Blancs et nuls | Blancs et nuls        | Blancs et nuls | 494          | 3,13         | 674         | 4,07        |
| Exprimés       | Exprimés              | Exprimés       | 15 289       | 96,87        | 15 904      | 95,93       |

*sortant

### Canton de Bourg
| Candidats      | Candidats          | Étiquette      | Premier tour | Premier tour | Second tour | Second tour |
| Candidats      | Candidats          | Étiquette      | Voix         | %            | Voix        | %           |
| -------------- | ------------------ | -------------- | ------------ | ------------ | ----------- | ----------- |
|                | Max Jean Jean      | PS             | 1 934        | 32,46        | 3 449       | 58,96       |
|                | Jean-Franck Blanc  | UMP            | 1 419        | 23,82        | 2 401       | 41,04       |
|                | Jean-Louis Maureze | FN             | 796          | 13,36        |             |             |
|                | Dominique Boyer    | CPNT           | 606          | 10,17        |             |             |
|                | Jean-Pierre Verret | Verts          | 496          | 8,32         |             |             |
|                | Raymond Rodriguez  | PCF            | 374          | 6,28         |             |             |
|                | Christian Baque    | EXG            | 167          | 2,80         |             |             |
|                | Georges Lacoste    | EXG            | 166          | 2,79         |             |             |
|                |                    |                |              |              |             |             |
| Inscrits       | Inscrits           | Inscrits       | 9 111        | 100,00       | 9 110       | 100,00      |
| Abstention     | Abstention         | Abstention     | 2 885        | 31,67        | 2 743       | 30,11       |
| Votants        | Votants            | Votants        | 6 226        | 68,33        | 6 367       | 69,89       |
| Blancs et nuls | Blancs et nuls     | Blancs et nuls | 268          | 4,30         | 517         | 8,12        |
| Exprimés       | Exprimés           | Exprimés       | 5 958        | 95,70        | 5 850       | 91,88       |

### Canton de Branne
| Candidats      | Candidats           | Étiquette      | Premier tour | Premier tour | Second tour | Second tour |
| Candidats      | Candidats           | Étiquette      | Voix         | %            | Voix        | %           |
| -------------- | ------------------- | -------------- | ------------ | ------------ | ----------- | ----------- |
|                | Christian Mur*      | PS             | 2 337        | 41,52        | 3 385       | 60,38       |
|                | Jean-Claude Delfaut | UMP            | 1 536        | 27,29        | 2 221       | 39,62       |
|                | Maurice Balant      | FN             | 745          | 13,24        |             |             |
|                | Michel Bardeau      | PCF            | 742          | 13,18        |             |             |
|                | Daniele Hubert      | EXG            | 268          | 4,76         |             |             |
|                |                     |                |              |              |             |             |
| Inscrits       | Inscrits            | Inscrits       | 9 138        | 100,00       | 9 138       | 100,00      |
| Abstention     | Abstention          | Abstention     | 3 152        | 34,49        | 2 974       | 32,55       |
| Votants        | Votants             | Votants        | 5 986        | 65,51        | 6 164       | 67,45       |
| Blancs et nuls | Blancs et nuls      | Blancs et nuls | 358          | 5,98         | 558         | 9,05        |
| Exprimés       | Exprimés            | Exprimés       | 5 628        | 94,02        | 5 606       | 90,95       |

*sortant

### Canton de Cadillac
| Candidats      | Candidats                      | Étiquette      | Premier tour | Premier tour | Second tour | Second tour |
| Candidats      | Candidats                      | Étiquette      | Voix         | %            | Voix        | %           |
| -------------- | ------------------------------ | -------------- | ------------ | ------------ | ----------- | ----------- |
|                | Hervé Le Taillandier De Gabory | PS             | 1 606        | 27,33        | 3 295       | 57,12       |
|                | Raoul Orsoni                   | UDF            | 1 012        | 17,22        | 2 474       | 42,88       |
|                | Michel Latapy                  | DVG            | 660          | 11,23        |             |             |
|                | François de Badereau           | FN             | 593          | 10,09        |             |             |
|                | Jacques Dumas*                 | UMP            | 592          | 10,07        |             |             |
|                | François Gabillaud             | DVD            | 530          | 9,02         |             |             |
|                | Lionel Chollon                 | PCF            | 477          | 8,12         |             |             |
|                | Dominique Mathieu Verite       | Verts          | 256          | 4,36         |             |             |
|                | Jean-Philippe Delcamp          | EXG            | 151          | 2,57         |             |             |
|                |                                |                |              |              |             |             |
| Inscrits       | Inscrits                       | Inscrits       | 8 577        | 100,00       | 8 577       | 100,00      |
| Abstention     | Abstention                     | Abstention     | 2 456        | 28,63        | 2 318       | 27,03       |
| Votants        | Votants                        | Votants        | 6 121        | 71,37        | 6 259       | 72,97       |
| Blancs et nuls | Blancs et nuls                 | Blancs et nuls | 244          | 3,99         | 490         | 7,83        |
| Exprimés       | Exprimés                       | Exprimés       | 5 877        | 96,01        | 5 769       | 92,17       |

*sortant

### Canton de Captieux
| Candidats      | Candidats         | Étiquette      | Premier tour | Premier tour |
| Candidats      | Candidats         | Étiquette      | Voix         | %            |
| -------------- | ----------------- | -------------- | ------------ | ------------ |
|                | Jean-Luc Gleyze   | PS             | 845          | 60,57        |
|                | Régis Labat       | DVD            | 366          | 26,24        |
|                | Christian Delbrel | FN             | 98           | 7,03         |
|                | Liliane Baribaud  | PCF            | 40           | 2,87         |
|                | Alain Montane     | DVG            | 26           | 1,86         |
|                | Monique Oratto    | EXG            | 13           | 0,93         |
|                | Sebastien Jacques | DVD            | 7            | 0,50         |
|                |                   |                |              |              |
| Inscrits       | Inscrits          | Inscrits       | 1 758        | 100,00       |
| Abstention     | Abstention        | Abstention     | 321          | 18,26        |
| Votants        | Votants           | Votants        | 1 437        | 81,74        |
| Blancs et nuls | Blancs et nuls    | Blancs et nuls | 42           | 2,92         |
| Exprimés       | Exprimés          | Exprimés       | 1 395        | 97,08        |

### Canton de Carbon-Blanc
| Candidats      | Candidats            | Étiquette      | Premier tour | Premier tour |
| Candidats      | Candidats            | Étiquette      | Voix         | %            |
| -------------- | -------------------- | -------------- | ------------ | ------------ |
|                | Philippe Madrelle*   | PS             | 8 137        | 54,33        |
|                | Stéphane Herve       | UMP            | 2 687        | 17,94        |
|                | Jean-Paul Debailleul | FN             | 1 896        | 12,66        |
|                | Pascal Scazza        | Verts          | 840          | 5,61         |
|                | Joseph Martos        | PCF            | 687          | 4,59         |
|                | Anne Brivary         | EXG            | 479          | 3,20         |
|                | Denis Mauget         | EXG            | 251          | 1,68         |
|                |                      |                |              |              |
| Inscrits       | Inscrits             | Inscrits       | 24 054       | 100,00       |
| Abstention     | Abstention           | Abstention     | 8 547        | 35,53        |
| Votants        | Votants              | Votants        | 15 507       | 64,47        |
| Blancs et nuls | Blancs et nuls       | Blancs et nuls | 530          | 3,42         |
| Exprimés       | Exprimés             | Exprimés       | 14 977       | 96,58        |

*sortant

### Canton de Castelnau-de-Médoc
| Candidats      | Candidats                 | Étiquette      | Premier tour | Premier tour | Second tour | Second tour |
| Candidats      | Candidats                 | Étiquette      | Voix         | %            | Voix        | %           |
| -------------- | ------------------------- | -------------- | ------------ | ------------ | ----------- | ----------- |
|                | Yves Lecaudey*            | PS             | 4 148        | 34,02        | 7 305       | 60,60       |
|                | Claude Ganelon            | UMP            | 2 031        | 16,66        | 4 749       | 39,40       |
|                | Richard Unrein            | FN             | 1 593        | 13,06        |             |             |
|                | Annick Larrouturou Seguin | CPNT           | 1 285        | 10,54        |             |             |
|                | David Lacube              | UDF            | 1 108        | 9,09         |             |             |
|                | Jean-Pierre Campistre     | PCF            | 838          | 6,87         |             |             |
|                | Isabelle Maille           | Verts          | 727          | 5,96         |             |             |
|                | Rene Pinneberg            | EXG            | 463          | 3,80         |             |             |
|                |                           |                |              |              |             |             |
| Inscrits       | Inscrits                  | Inscrits       | 19 746       | 100,00       | 19 752      | 100,00      |
| Abstention     | Abstention                | Abstention     | 6 974        | 35,32        | 6 528       | 33,05       |
| Votants        | Votants                   | Votants        | 12 772       | 64,68        | 13 224      | 66,95       |
| Blancs et nuls | Blancs et nuls            | Blancs et nuls | 579          | 4,53         | 1 170       | 8,85        |
| Exprimés       | Exprimés                  | Exprimés       | 12 193       | 95,47        | 12 054      | 91,15       |

*sortant

### Canton de Cenon
| Candidats      | Candidats            | Étiquette      | Premier tour | Premier tour |
| Candidats      | Candidats            | Étiquette      | Voix         | %            |
| -------------- | -------------------- | -------------- | ------------ | ------------ |
|                | Alain David*         | PS             | 7 029        | 56,39        |
|                | Dominique Renucci    | FN             | 1 794        | 14,39        |
|                | Jean-Michel Simonian | UMP            | 1 625        | 13,04        |
|                | Antoine Schreiber    | Verts          | 906          | 7,27         |
|                | Max Guichard         | PCF            | 782          | 6,27         |
|                | Christine Heraud     | EXG            | 330          | 2,65         |
|                |                      |                |              |              |
| Inscrits       | Inscrits             | Inscrits       | 20 707       | 100,00       |
| Abstention     | Abstention           | Abstention     | 7 687        | 37,12        |
| Votants        | Votants              | Votants        | 13 020       | 62,88        |
| Blancs et nuls | Blancs et nuls       | Blancs et nuls | 554          | 4,25         |
| Exprimés       | Exprimés             | Exprimés       | 12 466       | 95,75        |

*sortant

### Canton de Floirac
| Candidats      | Candidats                    | Étiquette      | Premier tour | Premier tour | Second tour | Second tour |
| Candidats      | Candidats                    | Étiquette      | Voix         | %            | Voix        | %           |
| -------------- | ---------------------------- | -------------- | ------------ | ------------ | ----------- | ----------- |
|                | Marcelle Granjeaon           | PS             | 2 450        | 27,50        | 3 934       | 46,53       |
|                | Jean-Pierre Soubie*          | DVG            | 2 333        | 26,18        | 4 520       | 53,47       |
|                | Bertrand Grenier de Cardenal | UMP            | 1 406        | 15,78        |             |             |
|                | Frédéric Ladrat              | FN             | 999          | 11,21        |             |             |
|                | Cécile Vignau                | PCF            | 601          | 6,75         |             |             |
|                | Martine Chevaucherie         | Verts          | 585          | 6,57         |             |             |
|                | Patrick Pret                 | EXG            | 270          | 3,03         |             |             |
|                | Aziz Radi                    | ECO            | 164          | 1,84         |             |             |
|                | Guy Lassauque                | EXG            | 102          | 1,14         |             |             |
|                |                              |                |              |              |             |             |
| Inscrits       | Inscrits                     | Inscrits       | 15 843       | 100,00       | 15 844      | 100,00      |
| Abstention     | Abstention                   | Abstention     | 6 613        | 41,74        | 6 543       | 41,30       |
| Votants        | Votants                      | Votants        | 9 230        | 58,26        | 9 301       | 58,70       |
| Blancs et nuls | Blancs et nuls               | Blancs et nuls | 320          | 3,47         | 847         | 9,11        |
| Exprimés       | Exprimés                     | Exprimés       | 8 910        | 96,53        | 8 454       | 90,89       |

*sortant

### Canton de Guîtres
| Candidats      | Candidats               | Étiquette      | Premier tour | Premier tour |
| Candidats      | Candidats               | Étiquette      | Voix         | %            |
| -------------- | ----------------------- | -------------- | ------------ | ------------ |
|                | Alain Marois*           | PS             | 3 186        | 50,11        |
|                | Catherine Metivet       | UMP            | 1 364        | 21,45        |
|                | Christian Roche         | FN             | 1 178        | 18,53        |
|                | Claire Bordachar        | PCF            | 300          | 4,72         |
|                | Jean-Noël Pastureau     | EXG            | 199          | 3,13         |
|                | Marouani Ben Hadj Salem | EXG            | 131          | 2,06         |
|                |                         |                |              |              |
| Inscrits       | Inscrits                | Inscrits       | 10 219       | 100,00       |
| Abstention     | Abstention              | Abstention     | 3 451        | 33,77        |
| Votants        | Votants                 | Votants        | 6 768        | 66,23        |
| Blancs et nuls | Blancs et nuls          | Blancs et nuls | 410          | 6,06         |
| Exprimés       | Exprimés                | Exprimés       | 6 358        | 93,94        |

*sortant

### Canton de Labrède
| Candidats      | Candidats          | Étiquette      | Premier tour | Premier tour | Second tour | Second tour |
| Candidats      | Candidats          | Étiquette      | Voix         | %            | Voix        | %           |
| -------------- | ------------------ | -------------- | ------------ | ------------ | ----------- | ----------- |
|                | Bernard Fath*      | PS             | 6 793        | 43,12        | 9 834       | 62,13       |
|                | Pierre-Jean Théron | UMP            | 4 395        | 27,90        | 5 993       | 37,87       |
|                | Albert Laulhere    | FN             | 1 393        | 8,84         |             |             |
|                | Benoist Aulanier   | Verts          | 1 369        | 8,69         |             |             |
|                | Pierre Riquet      | PCF            | 824          | 5,23         |             |             |
|                | Jean-Pierre Durand | EXG            | 529          | 3,36         |             |             |
|                | Sylvette Chevalier | EXG            | 246          | 1,56         |             |             |
|                | Claude Horrut      | PRG            | 206          | 1,31         |             |             |
|                |                    |                |              |              |             |             |
| Inscrits       | Inscrits           | Inscrits       | 23 943       | 100,00       | 23 945      | 100,00      |
| Abstention     | Abstention         | Abstention     | 7 499        | 31,32        | 7 086       | 29,59       |
| Votants        | Votants            | Votants        | 16 444       | 68,68        | 16 859      | 70,41       |
| Blancs et nuls | Blancs et nuls     | Blancs et nuls | 689          | 4,19         | 1 032       | 6,12        |
| Exprimés       | Exprimés           | Exprimés       | 15 755       | 95,81        | 15 827      | 93,88       |

*sortant

### Canton de Libourne
| Candidats      | Candidats          | Étiquette      | Premier tour | Premier tour | Second tour | Second tour |
| Candidats      | Candidats          | Étiquette      | Voix         | %            | Voix        | %           |
| -------------- | ------------------ | -------------- | ------------ | ------------ | ----------- | ----------- |
|                | Gilbert Mitterrand | PS             | 7 698        | 48,18        | 9 742       | 59,64       |
|                | Jean-Paul Garraud  | UMP            | 4 978        | 31,16        | 6 594       | 40,36       |
|                | Michel Marsan      | FN             | 2 084        | 13,04        |             |             |
|                | Jean-Louis Arcaraz | PCF            | 785          | 4,91         |             |             |
|                | Pierre Guillonneau | EXG            | 433          | 2,71         |             |             |
|                |                    |                |              |              |             |             |
| Inscrits       | Inscrits           | Inscrits       | 25 846       | 100,00       | 25 849      | 100,00      |
| Abstention     | Abstention         | Abstention     | 9 078        | 35,12        | 8 501       | 32,89       |
| Votants        | Votants            | Votants        | 16 768       | 64,88        | 17 348      | 67,11       |
| Blancs et nuls | Blancs et nuls     | Blancs et nuls | 790          | 4,71         | 1 012       | 5,83        |
| Exprimés       | Exprimés           | Exprimés       | 15 978       | 95,29        | 16 336      | 94,17       |

### Canton de Mérignac-2
| Candidats      | Candidats         | Étiquette      | Premier tour | Premier tour | Second tour | Second tour |
| Candidats      | Candidats         | Étiquette      | Voix         | %            | Voix        | %           |
| -------------- | ----------------- | -------------- | ------------ | ------------ | ----------- | ----------- |
|                | Jacques Fergeau*  | PS             | 6 390        | 39,68        | 10 126      | 62,44       |
|                | Jean-Louis Veyry  | UMP            | 2 641        | 16,40        | 6 091       | 37,56       |
|                | Jean-Luc Bossis   | UDF            | 1 782        | 11,07        |             |             |
|                | Valérie Colombier | FN             | 1 706        | 10,59        |             |             |
|                | Xavier Svahn      | Verts          | 1 475        | 9,16         |             |             |
|                | Daniel Christiany | PCF            | 677          | 4,20         |             |             |
|                | Nelly Malaty      | EXG            | 627          | 3,89         |             |             |
|                | Bernard Gonzalez  | DVD            | 540          | 3,35         |             |             |
|                | Marc Padois       | DVD            | 266          | 1,65         |             |             |
|                |                   |                |              |              |             |             |
| Inscrits       | Inscrits          | Inscrits       | 26 180       | 100,00       | 26 180      | 100,00      |
| Abstention     | Abstention        | Abstention     | 9 351        | 35,72        | 8 968       | 34,26       |
| Votants        | Votants           | Votants        | 16 829       | 64,28        | 17 212      | 65,74       |
| Blancs et nuls | Blancs et nuls    | Blancs et nuls | 725          | 4,31         | 995         | 5,78        |
| Exprimés       | Exprimés          | Exprimés       | 16 104       | 95,69        | 16 217      | 94,22       |

*sortant

### Canton de Monségur
| Candidats      | Candidats            | Étiquette      | Premier tour | Premier tour |
| Candidats      | Candidats            | Étiquette      | Voix         | %            |
| -------------- | -------------------- | -------------- | ------------ | ------------ |
|                | Bernard Dussaut*     | PS             | 1 479        | 63,42        |
|                | Jean-Pierre Gasnault | UMP            | 413          | 17,71        |
|                | Alain Trouille       | FN             | 186          | 7,98         |
|                | Frédéric Mellier     | PCF            | 129          | 5,53         |
|                | Thierry Maligne      | EXG            | 85           | 3,64         |
|                | Maryse Durand        | EXG            | 40           | 1,72         |
|                |                      |                |              |              |
| Inscrits       | Inscrits             | Inscrits       | 3 388        | 100,00       |
| Abstention     | Abstention           | Abstention     | 924          | 27,27        |
| Votants        | Votants              | Votants        | 2 464        | 72,73        |
| Blancs et nuls | Blancs et nuls       | Blancs et nuls | 132          | 5,36         |
| Exprimés       | Exprimés             | Exprimés       | 2 332        | 94,64        |

*sortant

### Canton de Pauillac
| Candidats      | Candidats           | Étiquette      | Premier tour | Premier tour | Second tour | Second tour |
| Candidats      | Candidats           | Étiquette      | Voix         | %            | Voix        | %           |
| -------------- | ------------------- | -------------- | ------------ | ------------ | ----------- | ----------- |
|                | Sébastien Hournau*  | PS             | 1 816        | 34,32        | 2 807       | 52,63       |
|                | Gérard Regimbeau    | UMP            | 1 240        | 23,43        | 2 526       | 47,37       |
|                | Denis Lemoine       | FN             | 749          | 14,15        |             |             |
|                | Philippe Seguineaud | DVD            | 617          | 11,66        |             |             |
|                | Pierre Perroy       | DVG            | 450          | 8,50         |             |             |
|                | Daniel Bernard      | PRG            | 194          | 3,67         |             |             |
|                | Michel Gueraud      | PCF            | 122          | 2,31         |             |             |
|                | Maryse Auziere      | EXG            | 104          | 1,97         |             |             |
|                |                     |                |              |              |             |             |
| Inscrits       | Inscrits            | Inscrits       | 8 275        | 100,00       | 8 276       | 100,00      |
| Abstention     | Abstention          | Abstention     | 2 797        | 33,80        | 2 601       | 31,43       |
| Votants        | Votants             | Votants        | 5 478        | 66,20        | 5 675       | 68,57       |
| Blancs et nuls | Blancs et nuls      | Blancs et nuls | 186          | 3,40         | 342         | 6,03        |
| Exprimés       | Exprimés            | Exprimés       | 5 292        | 96,60        | 5 333       | 93,97       |

*sortant

### Canton de Pessac-1
| Candidats      | Candidats            | Étiquette      | Premier tour | Premier tour | Second tour | Second tour |
| Candidats      | Candidats            | Étiquette      | Voix         | %            | Voix        | %           |
| -------------- | -------------------- | -------------- | ------------ | ------------ | ----------- | ----------- |
|                | Édith Moncoucut      | PS             | 4 966        | 46,46        | 7 059       | 67,27       |
|                | Mathieu Ara          | UDF            | 1 511        | 14,14        | 3 434       | 32,73       |
|                | Daniel Poumey        | UMP            | 1 361        | 12,73        |             |             |
|                | Toufik Zarrougui     | Verts          | 948          | 8,87         |             |             |
|                | Michelle Hude        | FN             | 926          | 8,66         |             |             |
|                | Pierre Gorse         | PCF            | 446          | 4,17         |             |             |
|                | Isabelle Ufferte     | EXG            | 368          | 3,44         |             |             |
|                | Jacques Reygrobellet | EXG            | 163          | 1,52         |             |             |
|                |                      |                |              |              |             |             |
| Inscrits       | Inscrits             | Inscrits       | 16 912       | 100,00       | 16 910      | 100,00      |
| Abstention     | Abstention           | Abstention     | 5 861        | 34,66        | 5 750       | 34,00       |
| Votants        | Votants              | Votants        | 11 051       | 65,34        | 11 160      | 66,00       |
| Blancs et nuls | Blancs et nuls       | Blancs et nuls | 362          | 3,28         | 667         | 5,98        |
| Exprimés       | Exprimés             | Exprimés       | 10 689       | 96,72        | 10 493      | 94,02       |

### Canton de Pujols
| Candidats      | Candidats       | Étiquette      | Premier tour | Premier tour | Second tour | Second tour |
| Candidats      | Candidats       | Étiquette      | Voix         | %            | Voix        | %           |
| -------------- | --------------- | -------------- | ------------ | ------------ | ----------- | ----------- |
|                | Gérard César*   | UMP            | 1 629        | 44,39        | 2 075       | 52,56       |
|                | Raymond Farre   | PS             | 1 329        | 36,21        | 1 873       | 47,44       |
|                | Volny Bouetz    | FN             | 427          | 11,63        |             |             |
|                | Gilles Delisle  | PCF            | 168          | 4,58         |             |             |
|                | Jean-Luc Delrot | EXG            | 117          | 3,19         |             |             |
|                |                 |                |              |              |             |             |
| Inscrits       | Inscrits        | Inscrits       | 5 601        | 100,00       | 5 604       | 100,00      |
| Abstention     | Abstention      | Abstention     | 1 756        | 31,35        | 1 406       | 25,09       |
| Votants        | Votants         | Votants        | 3 845        | 68,65        | 4 198       | 74,91       |
| Blancs et nuls | Blancs et nuls  | Blancs et nuls | 175          | 4,55         | 250         | 5,96        |
| Exprimés       | Exprimés        | Exprimés       | 3 670        | 95,45        | 3 948       | 94,04       |

*sortant

### Canton de Saint-Ciers-sur-Gironde
| Candidats      | Candidats         | Étiquette      | Premier tour | Premier tour |
| Candidats      | Candidats         | Étiquette      | Voix         | %            |
| -------------- | ----------------- | -------------- | ------------ | ------------ |
|                | Philippe Plisson* | PS             | 3 145        | 52,20        |
|                | Jacky Terrancle   | UMP            | 1 408        | 23,37        |
|                | Pierre Dinet      | FN             | 662          | 10,99        |
|                | Jacky Jonchere    | CPNT           | 397          | 6,59         |
|                | Bernard Langlois  | PCF            | 166          | 2,76         |
|                | Alain Boissinot   | Verts          | 131          | 2,17         |
|                | Huguette Metreau  | EXG            | 116          | 1,93         |
|                |                   |                |              |              |
| Inscrits       | Inscrits          | Inscrits       | 8 653        | 100,00       |
| Abstention     | Abstention        | Abstention     | 2 348        | 27,14        |
| Votants        | Votants           | Votants        | 6 305        | 72,86        |
| Blancs et nuls | Blancs et nuls    | Blancs et nuls | 280          | 4,44         |
| Exprimés       | Exprimés          | Exprimés       | 6 025        | 95,56        |

*sortant

### Canton de Saint-Laurent-Médoc
| Candidats      | Candidats          | Étiquette      | Premier tour | Premier tour | Second tour | Second tour |
| Candidats      | Candidats          | Étiquette      | Voix         | %            | Voix        | %           |
| -------------- | ------------------ | -------------- | ------------ | ------------ | ----------- | ----------- |
|                | Henri Laurent      | PS             | 1 387        | 32,74        | 2 200       | 51,40       |
|                | Henri Sabarot      | CPNT           | 1 242        | 29,31        | 2 080       | 48,60       |
|                | Catherine Bruneau  | UMP            | 948          | 22,37        | Retrait     | Retrait     |
|                | Georges Coudert    | FN             | 404          | 9,54         |             |             |
|                | Alain Ducazeaux    | PCF            | 139          | 3,28         |             |             |
|                | François Minvielle | EXG            | 95           | 2,24         |             |             |
|                | Jean-Michel Micas  | DVD            | 22           | 0,52         |             |             |
|                |                    |                |              |              |             |             |
| Inscrits       | Inscrits           | Inscrits       | 6 156        | 100,00       | 6 156       | 100,00      |
| Abstention     | Abstention         | Abstention     | 1 741        | 28,28        | 1 607       | 26,10       |
| Votants        | Votants            | Votants        | 4 415        | 71,72        | 4 549       | 73,90       |
| Blancs et nuls | Blancs et nuls     | Blancs et nuls | 178          | 4,03         | 269         | 5,91        |
| Exprimés       | Exprimés           | Exprimés       | 4 237        | 95,97        | 4 280       | 94,09       |

### Canton de Saint-Macaire
| Candidats      | Candidats              | Étiquette      | Premier tour | Premier tour | Second tour | Second tour |
| Candidats      | Candidats              | Étiquette      | Voix         | %            | Voix        | %           |
| -------------- | ---------------------- | -------------- | ------------ | ------------ | ----------- | ----------- |
|                | Michel Hilaire*        | PCF            | 1 520        | 37,84        | 2 625       | 67,38       |
|                | Jean-Marie Billa       | PS             | 1 240        | 30,87        | Retrait     | Retrait     |
|                | Marie-Françoise Thiery | UMP            | 757          | 18,84        | 1 271       | 32,62       |
|                | Mireille de Badereau   | FN             | 403          | 10,03        |             |             |
|                | Zina Ahmimou           | EXG            | 97           | 2,41         |             |             |
|                |                        |                |              |              |             |             |
| Inscrits       | Inscrits               | Inscrits       | 6 040        | 100,00       | 6 039       | 100,00      |
| Abstention     | Abstention             | Abstention     | 1 813        | 30,02        | 1 788       | 29,61       |
| Votants        | Votants                | Votants        | 4 227        | 69,98        | 4 251       | 70,39       |
| Blancs et nuls | Blancs et nuls         | Blancs et nuls | 210          | 4,97         | 355         | 8,35        |
| Exprimés       | Exprimés               | Exprimés       | 4 017        | 95,03        | 3 896       | 91,65       |

*sortant

### Canton de Saint-Symphorien
| Candidats      | Candidats          | Étiquette      | Premier tour | Premier tour | Second tour | Second tour |
| Candidats      | Candidats          | Étiquette      | Voix         | %            | Voix        | %           |
| -------------- | ------------------ | -------------- | ------------ | ------------ | ----------- | ----------- |
|                | Guy Dupiol*        | PS             | 711          | 32,70        | 1 005       | 45,45       |
|                | Philippe Carreyre  | DVG            | 493          | 22,68        | 1 206       | 54,55       |
|                | Michel Lacome      | DVG            | 416          | 19,14        | Retrait     | Retrait     |
|                | Marie-Josée Morlot | UMP            | 269          | 12,37        |             |             |
|                | Diédérik Meynier   | FN             | 136          | 6,26         |             |             |
|                | Florent Sanz       | PCF            | 105          | 4,83         |             |             |
|                | Frederic Lacombe   | EXG            | 39           | 1,79         |             |             |
|                | Annat Jacques      | DVD            | 5            | 0,23         |             |             |
|                |                    |                |              |              |             |             |
| Inscrits       | Inscrits           | Inscrits       | 2 935        | 100,00       | 2 935       | 100,00      |
| Abstention     | Abstention         | Abstention     | 678          | 23,10        | 589         | 20,07       |
| Votants        | Votants            | Votants        | 2 257        | 76,90        | 2 346       | 79,93       |
| Blancs et nuls | Blancs et nuls     | Blancs et nuls | 83           | 3,68         | 135         | 5,75        |
| Exprimés       | Exprimés           | Exprimés       | 2 174        | 96,32        | 2 211       | 94,25       |

*sortant

### Canton de Sauveterre-de-Guyenne
| Candidats      | Candidats          | Étiquette      | Premier tour | Premier tour | Second tour | Second tour |
| Candidats      | Candidats          | Étiquette      | Voix         | %            | Voix        | %           |
| -------------- | ------------------ | -------------- | ------------ | ------------ | ----------- | ----------- |
|                | Yves d'Amécourt    | UMP            | 1 448        | 43,55        | 1 821       | 51,64       |
|                | Pierre Teulet      | PS             | 1 211        | 36,42        | 1 705       | 48,36       |
|                | Jean-Pierre Cardin | FN             | 328          | 9,86         |             |             |
|                | Marie-Lise Veyrier | PCF            | 132          | 3,97         |             |             |
|                | Hubert Sciota      | Verts          | 130          | 3,91         |             |             |
|                | Laurence Cacheux   | EXG            | 76           | 2,29         |             |             |
|                |                    |                |              |              |             |             |
| Inscrits       | Inscrits           | Inscrits       | 4 670        | 100,00       | 4 670       | 100,00      |
| Abstention     | Abstention         | Abstention     | 1 192        | 25,52        | 996         | 21,33       |
| Votants        | Votants            | Votants        | 3 478        | 74,48        | 3 674       | 78,67       |
| Blancs et nuls | Blancs et nuls     | Blancs et nuls | 153          | 4,40         | 148         | 4,03        |
| Exprimés       | Exprimés           | Exprimés       | 3 325        | 95,60        | 3 526       | 95,97       |

### Canton de Talence
| Candidats      | Candidats        | Étiquette      | Premier tour | Premier tour | Second tour | Second tour |
| Candidats      | Candidats        | Étiquette      | Voix         | %            | Voix        | %           |
| -------------- | ---------------- | -------------- | ------------ | ------------ | ----------- | ----------- |
|                | Gilles Savary    | PS             | 4 519        | 35,03        | 7 277       | 55,81       |
|                | Alain Cazabonne  | UDF            | 4 163        | 32,27        | 5 762       | 44,19       |
|                | Monique de Marco | Verts          | 1 460        | 11,32        |             |             |
|                | Claudine Gallée  | FN             | 854          | 6,62         |             |             |
|                | Jacques Breillat | DVD            | 776          | 6,02         |             |             |
|                | Philippe Rieu    | DVG            | 458          | 3,55         |             |             |
|                | Lucien Servin    | PCF            | 380          | 2,95         |             |             |
|                | Michele Noulibos | EXG            | 289          | 2,24         |             |             |
|                |                  |                |              |              |             |             |
| Inscrits       | Inscrits         | Inscrits       | 19 669       | 100,00       | 19 672      | 100,00      |
| Abstention     | Abstention       | Abstention     | 6 401        | 32,54        | 5 983       | 30,41       |
| Votants        | Votants          | Votants        | 13 268       | 67,46        | 13 689      | 69,59       |
| Blancs et nuls | Blancs et nuls   | Blancs et nuls | 369          | 2,78         | 650         | 4,75        |
| Exprimés       | Exprimés         | Exprimés       | 12 899       | 97,22        | 13 039      | 95,25       |

### Canton de Villandraut
| Candidats      | Candidats           | Étiquette      | Premier tour | Premier tour | Second tour | Second tour |
| Candidats      | Candidats           | Étiquette      | Voix         | %            | Voix        | %           |
| -------------- | ------------------- | -------------- | ------------ | ------------ | ----------- | ----------- |
|                | Isabelle Dexpert    | PS             | 1 117        | 45,06        | 1 430       | 57,02       |
|                | Sandra Bouteiller   | UMP            | 916          | 36,95        | 1 078       | 42,98       |
|                | Jean-Claude Ycard   | FN             | 171          | 6,90         |             |             |
|                | Tatiana Prikhodko   | PCF            | 108          | 4,36         |             |             |
|                | Dominique Blanchard | Verts          | 99           | 3,99         |             |             |
|                | Patricia Reignoux   | EXG            | 68           | 2,74         |             |             |
|                |                     |                |              |              |             |             |
| Inscrits       | Inscrits            | Inscrits       | 3 379        | 100,00       | 3 379       | 100,00      |
| Abstention     | Abstention          | Abstention     | 807          | 23,88        | 746         | 22,08       |
| Votants        | Votants             | Votants        | 2 572        | 76,12        | 2 633       | 77,92       |
| Blancs et nuls | Blancs et nuls      | Blancs et nuls | 93           | 3,62         | 125         | 4,75        |
| Exprimés       | Exprimés            | Exprimés       | 2 479        | 96,38        | 2 508       | 95,25       |